# Lycodes beringi
Lycodes beringi är en fiskart som beskrevs av Andriashev, 1935. Lycodes beringi ingår i släktet Lycodes och familjen tånglakefiskar. Inga underarter finns listade i Catalogue of Life.